# Matysówka
Matysówka est une localité polonaise de la gmina de Tyczyn, située dans le powiat de Rzeszów en voïvodie des Basses-Carpates.